# Спінул Олег Юрійович

## Біографія
Народився 30 жовтня 1961 року в м. Києві в родині військовослужбовця Юрія Марковича та Аделі Миколаївни.
1979 рік — закінчив СШ № 1, вул. Овруцька, 28/1.
1984 рік — закінчив Київський інженерно-будівельний інститут; факультет «Міське будівництво». Спеціальність — інженер-будівельник. Військову службу після інституту проходив в Амурскій області, м. Зея.
Після закінчення КІБІ працював в «УкрНДІпроектреставрація». За час роботи займав посади від прораба на будівництві промислових об’єктів до головного архітектора проекту. Працював в «УкрНДІпроектреставрації», в інституті «Науково-дослідницький інститут теорії, історії та містобудування», фірмах «ARCOM» та «Interiors International». Останнє місце роботи — Київський політехнічний інституту ім. Ігоря Сікорського. Під час роботи в інституті «УкрНДІпроектреставрації» займався обмірами пам’ятників архітектури по всій Україні для подальшого їх відновлення та включення до каталогу пам’ятників культури та архітектури України, а також проектуванням реставраційних робіт.
Багато років досліджував історію району Лук'янівка та старого Києва. Створив карту-дослідження будівель по вул. Овруцька.
Помер в м. Київ 7 листопада 2024 року.

## Роботи
За безпосередньої участі архітектора-реставратора виконано наступні проекти: 
м. Кам’янець-Подільський: Історичні будівлі Старе місто, ХVI-XVII ст.; Крим: Теккійо дервішей, XVII ст.; Арабатська фортеця, XVII ст.; Херсонес, Іконостас Володимирівського собору, XIX ст.; РФ: Культурний центр України в Москві (Перша премія Мерії Москви за кращій об’єкт реставрації року); м. Дніпро: готель «Асторія», поч. XX ст.; м. Київ: Успенський Собор Києво-Печерської Лаври, ХI ст.; Будинок з химерами (будинок Городецького), вул. Банкова, 10; Садиба по вул. П. Орлика 1/16; Будинок по вул. Гончара, 33; Дзвіниця та каплиця Св. Миколая в монастирі «Свято-Покровська Голосіївська Пустинь»; Митрополічий дім в Заповіднику «Софія Київська»; м. Київ, Посольство Франції в Україні; м. Київ, готелі «Inter Continental» та «Grand Hotel», м. Чигирин: Комплекс будівель «Резиденція Богдана Хмельницького».

## Зображення

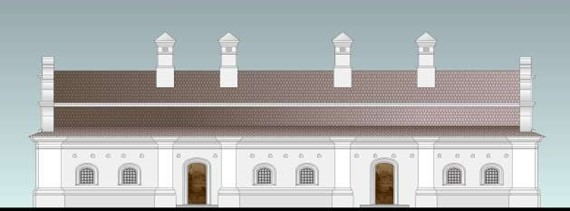
Макет Полкова канцелярія. Комплекс будівель «Резиденція Богдана Хмельницького», м. Чигирин, Черкаської область
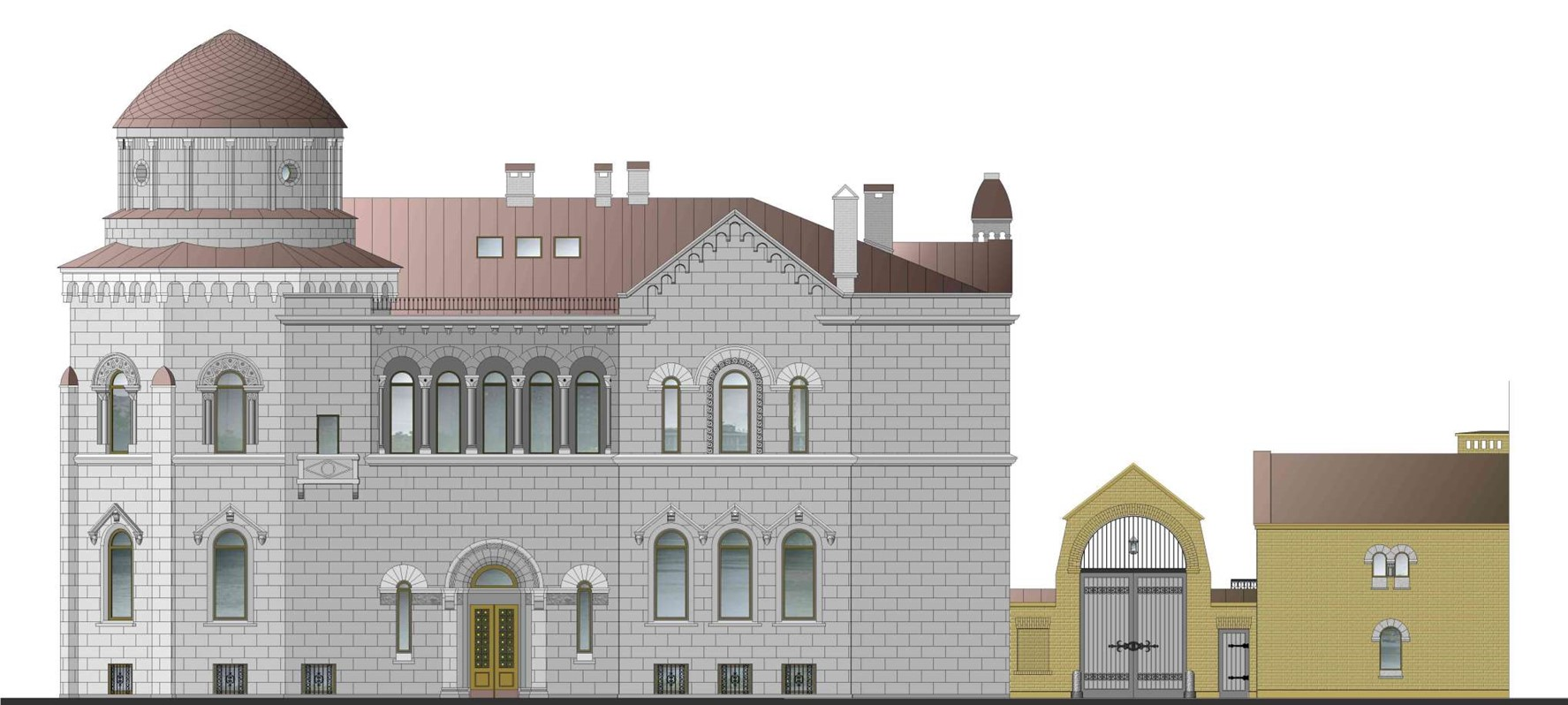
Макет Садиба Ковалевського по вул. Пилипа Орлика
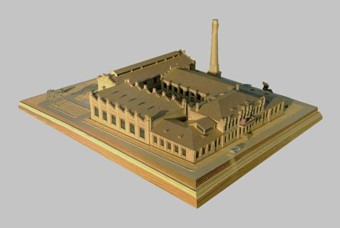
Макет механічних майстерень Київського політехнічного інституту
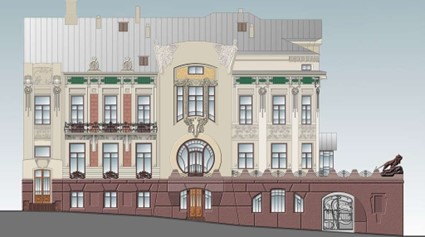
Будинок по вул. Гончара, 33